# Mariasdorf
Mariasdorf è un comune austriaco di 1 159 abitanti nel distretto di Oberwart, in Burgenland; ha lo status di comune mercato (Marktgemeinde). Nel 1971 ha inglobato i comuni soppressi di Bergwerk, Grodnau, Neustift bei Schlaining e Tauchen.